# Papyrus

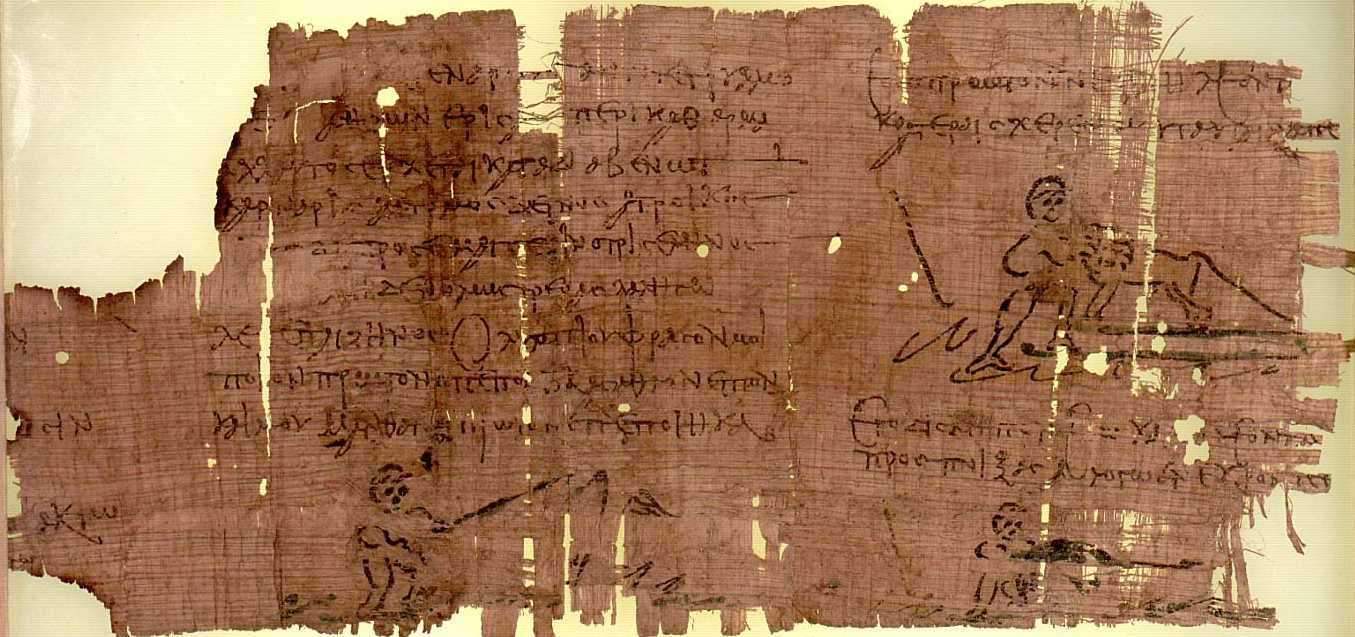
Héraklův papyrus

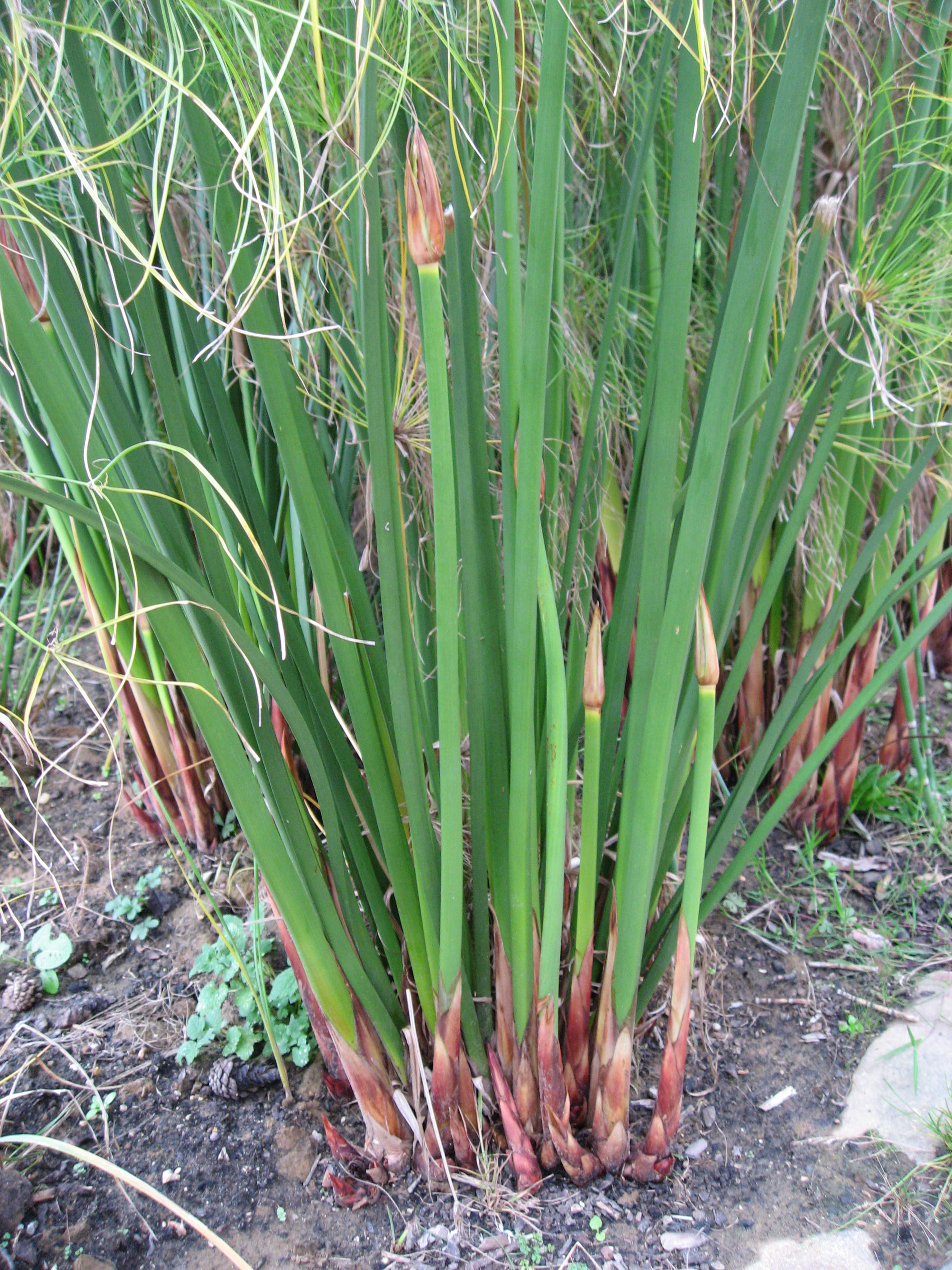
Stonky šáchoru papírodárného (Cyperus papyrus)

Papyrus je psací materiál, sloužící k zápisu textů. Pro svou kvalitu, lehkost a skladnost brzy vytlačil ostatní psací materiály (hliněné, dřevěné, kovové, voskované destičky, ostraka), i když je nikdy zcela nenahradil. Základní surovinou pro výrobu byla stébla šáchoru papírodárného, který rostl a byl sklízen ve starověkém Egyptě. Zde také se soustředila výroba papyru, i když se pak vyvážel do celého středomoří a byl preferovaným materiálem v celém antickém světě. Slovo papyrus pochází z koptštiny (pozdní fáze vývoje staroegyptštiny), v níž slovo papuro znamená „patřící králi“. Název prozrazuje, že v ptolemaiovské době byla výroba královským monopolem.
První dochovaný svitek papyru, ovšem nepopsaný, pochází z hrobky velmože Hemaky v Sakkáře z období 1. dynastie, nejstarší papyry popsané hieroglyfy jsou doloženy z konce 4. a z 5. dynastie (archiv nalezený v Abúsíru). Papyrus se používal až přibližně do roku 1100 po Kr., kdy změna egyptského klimatu způsobila vymizení příslušné rostliny, přetrvaly jen divoké formy. Papyrus však již od přibližně 2. století po Kr. začal být nahrazován novým psacím materiálem, pergamenem. I když se papyry používaly ve starověku snad všude, dochovaly se jen tam, kde vládne suché klima; na jiných místech se papyrus rozpadá. Nejvýznačnější papyrové nálezy tedy pocházejí opět především z Egypta.
Studiem starověkých papyrů se zabývá papyrologie.

## Výroba

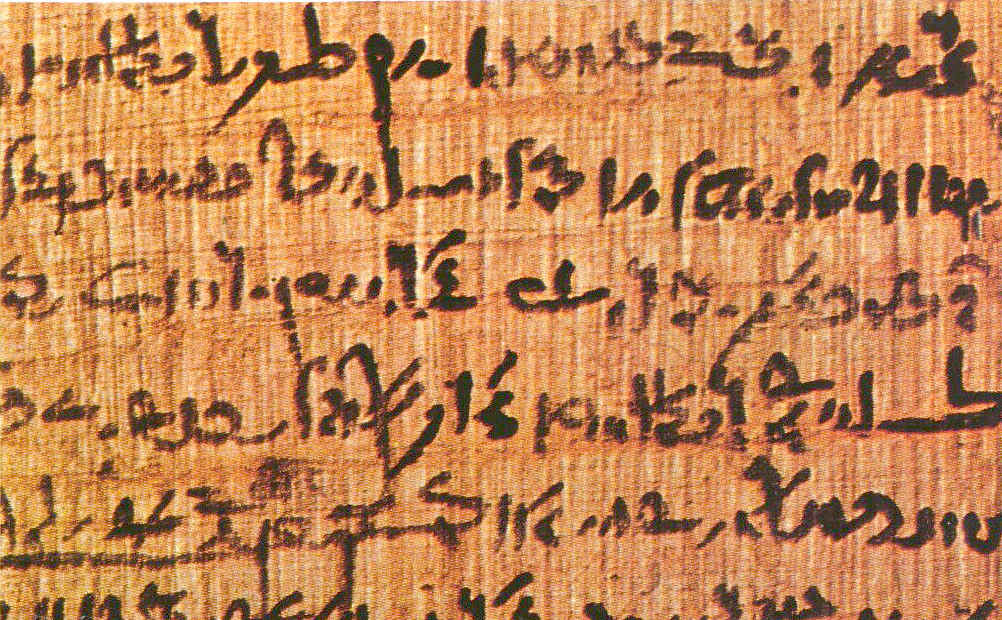
Zápis na papyrus

Jak se papyrus ve starověku vyráběl, není dnes úplně přesně známo. Poté, co se papyrus přestal okolo roku 1100 používat, bylo toto umění zapomenuto. Znalost výroby byla obnovena až ve 20. století na základě Pliniových Přírodních dějin (Naturalis Historia) a na základě dalších, nově nalezených textů. Přesto však se dosud nepodařilo vyrobit papyrus takové kvality, která by se vyrovnala starověkým exemplářům.
Při výrobě se postupovalo tak, že se typicky trojhranná stébla šáchoru zbavila svrchní zelené vrstvy. Tím se obnažila bílá dřeň, která vyplňuje stonek. Ta se následně podélně rozřezala na (cca 1–2 mm) tenké plátky. Jakého způsobu se používalo k řezání, je dnes předmětem dohadů. Proužky se namáčely na delší dobu do vody, aby změkly – samotná dřeň šáchoru (přestože je to hygrofyt) je křehká a snadno se láme. Ve vodě se dřeň máčela cca 6 dní pro výrobu světlého a 12 dnů, měl-li být výsledkem tmavě hnědý papyrus. Panovalo přesvědčení, že nejlepší je nilská voda, ale toto tvrzení nemá opodstatnění. Poté se proužky (např. paličkou) jemně zpracovaly a válečkem slisovaly, aby byly ploché, a následně rovnaly těsně vedle sebe nebo s malým překryvem na rovný podklad. Na ně se napříč kladla další vrstva. Vrstev mohlo být několik, podle toho, jak měl být list papyru silný. Obvykle ale byly dvě. Výsledné příčně přeložené plátky byly vloženy na několik dnů pod mechanický lis, kde se zároveň několik (podle novodobé výroby šest) dní sušily. Dlouhodobé stlačení způsobilo, že jednotlivé vrstvy plátků k sobě přilnuly natolik, že po vytažení z lisu držely vcelku, i když byl papyrus namáhán nebo překládán. Nakonec výrobce zarovnal hrubý povrch a případně ořezal nerovné okraje. Jednotlivé listy papyru se lepily za sebe škrobovou kaší, tak že mohl vzniknout i několik metrů dlouhý svitek.
V pozdějších dobách (přelom letopočtu) se kromě svitků používaly i papyrové kodexy. Ty byly svázány na způsob dnešní knihy a listy tak byly popsány z obou stran, čímž se šetřilo místem. V současnosti existují v oblastech kolem Luxoru a Asuánu výrobny papyru, nyní již jako suvenýru pro turisty.
Papyrus se vyráběl v mnoha kvalitách, které se pak lišily i cenou. Nejdražší se používaly na knihy, nejlevnější na osobní dopisy, záznamy atd.

## Způsob psaní

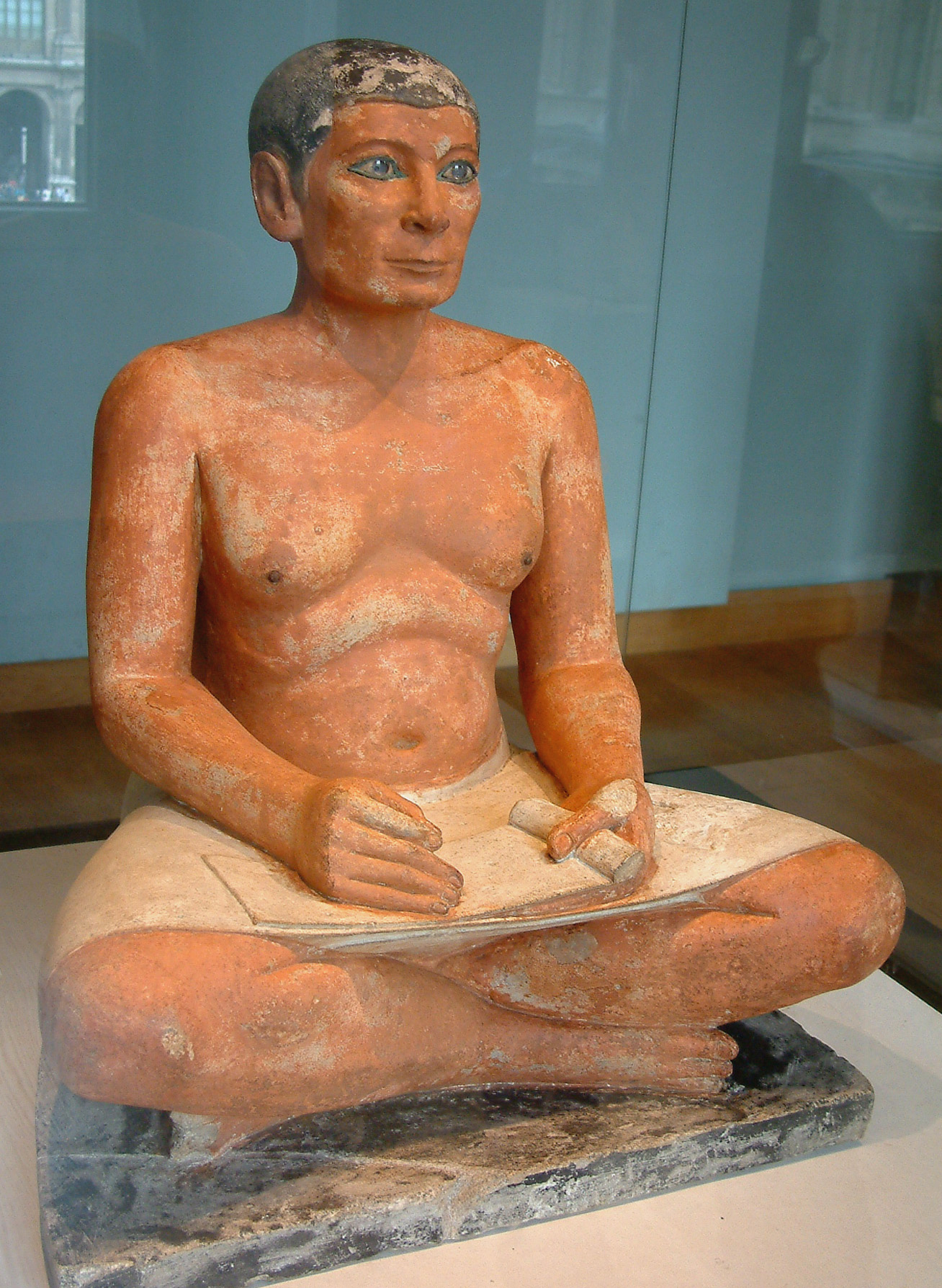
Egyptský písař v typické pozici, V. dynastie

Na papyrus se psalo násadkami ze seříznutého rákosu. Inkoust se vyráběl ze směsi sazí, vody a arabské gumy. Pokud se psalo na svitky, psalo se obvykle jen na jednu stranu, druhá, vnější strana, zůstávala čistá. Podobně v případě dopisů, které se po sepsání skládaly a sešívaly či svazovaly šňůrkou, se též psalo na jednu stranu. Na vnější stranu se psala adresa.
Psalo se pravidelně v sloupcích po řádcích, což byl nejlepší způsob pro psaní a čtení v případě svitků. Tento způsob zápisu se přenesl později i na kodexy, kde se též objevují sloupce.